# Biberwier
Biberwier ist eine Gemeinde mit 665 Einwohnern (Stand 1. Jänner 2025) im Bezirk Reutte in Tirol (Österreich). Die Gemeinde liegt im Gerichtsbezirk Reutte.

## Geographie

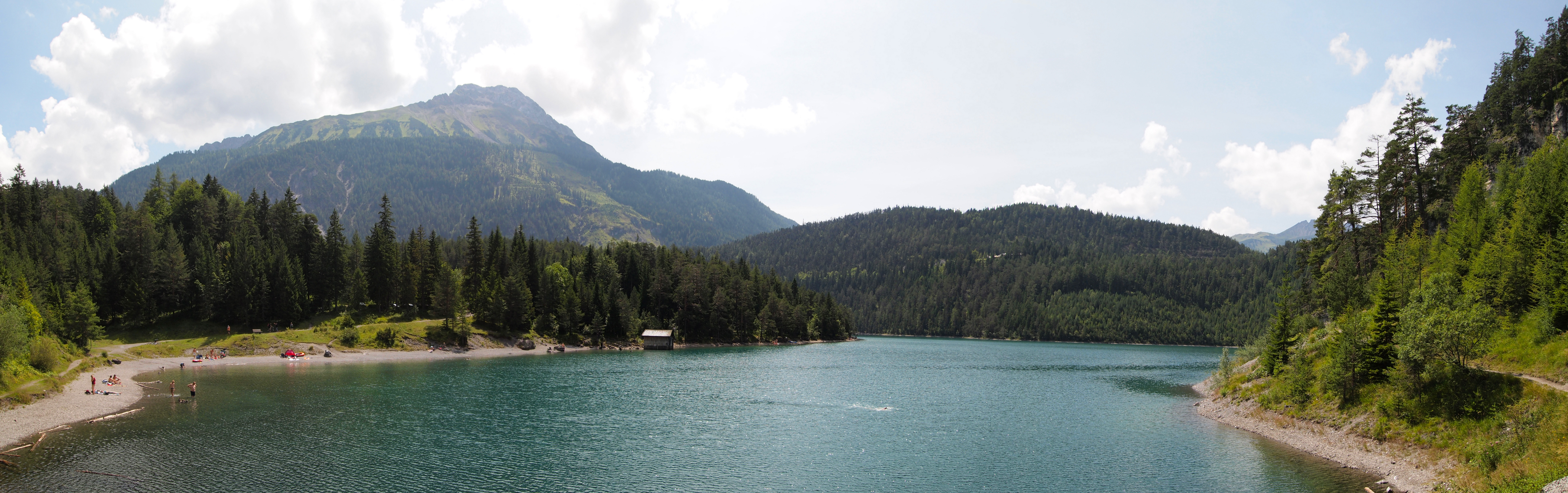
Blindsee

Das Straßendorf liegt am Südrand des Lermooser Mooses, zwischen einem Gebirgshang und der Bergsturzlandschaft des Fernpasses in den Tiroler Alpen. Das Gemeindegebiet wird von der Loisach, die westlich des Ortes entspringt, durchflossen. Die Gemeinde liegt nahe der Grenze zu Deutschland am Rand des Wettersteingebirges und ist von der Zugspitze aus sichtbar.
Das Gemeindegebiet hat eine Fläche von dreißig Quadratkilometer und liegt in einer Höhenlage von 1000 bis knapp 2500 Meter über dem Meer. In den bewaldeten Anstieg sind die drei Seen Weißensee, Mittersee und Blindsee eingebettet. Mehr als zwei Drittel der Fläche sind bewaldet, sechs Prozent sind Almen, acht Prozent werden landwirtschaftlich genutzt und fast fünfzehn Prozent sind alpines Gebiet.
- Blindsee
- Mittersee
- Weißensee

### Gemeindegliederung
| Katastralgemeinden    | Ortschaften in der Gemeinde                             |
| --------------------- | ------------------------------------------------------- |
| Biberwier (29,42 km²) | Biberwier (D) Fernpaß (ZH) Marienberg (ZH) Schmitte (D) |
| Legende               |                                                         |

| In der Spalte Katastralgemeinden sind sämtliche Katastralgemeinden einer Gemeinde angeführt. In der Klammer ist die jeweilige Fläche in km² angegeben. |
| In der Spalte Ortschaften sind sämtliche von der Statistik Austria erfassten Siedlungen, die auch eine eigene Ortschaftskennziffer aufweisen, angeführt. In der Hierarchieebene derselben Spalte, rechts eingerückt, werden nur Ansiedlungen, die mindestens aus mehreren Häusern bestehen, dargestellt. Die wichtigsten der verwendeten Abkürzungen sind: - M = Hauptort der Gemeinde - Stt = Stadtteil - R = Rotte - W = Weiler - D = Dorf - ZH = Zerstreute Häuser - Sdlg = Siedlung - Hgr = Häusergruppe - E = Einzelgehöft (nur wenn sie eine eigene Ortschaftskennziffer haben) Die komplette Liste der Statistik Austria ist in: Topographische Siedlungskennzeichnung nach STAT Zu beachten ist, dass manche Orte unterschiedliche Schreibweisen haben können. So können sich Katastralgemeinden anders schreiben als gleichnamige Ortschaften bzw. Gemeinden. Quelle: Statistik Austria – Liste für Tirol (PDF) |

### Nachbargemeinden
|            | Lermoos                                     | Ehrwald |
|            | Kompassrose, die auf Nachbargemeinden zeigt | Mieming |
| Nassereith |                                             | Obsteig |

## Geschichte
Aus der Latènezeit wurden fünf Eisenbarren und eine bronzene Fibel gefunden, die vermutlich von einem Händler vergraben wurden. Es gibt jedoch keine Hinweise, dass das Gebiet zu dieser Zeit schon besiedelt war.
Der Name leitet sich von Bibern ab, die nachweislich bis 1800 im Gemeindegebiet gelebt haben. Das Grundwort -wier kommt von mittelhochdeutsch wuore und bedeutet ‚Damm, Wehr‘.
Funde aus der Römerzeit zeugen von der frühen Bedeutung des Ortes an der Via Claudia Augusta.
Die Besiedlung erfolgte im 13. Jahrhundert durch die Gründung von Schwaighöfen sowohl von weltlicher Seite, dem Gericht St. Petersberg, als auch vom Stift Füssen aus. Erstmals urkundlich erwähnt wird „Piberwure“ im Jahr 1287. Bald darauf es dem Gericht Ehrenberg unterstellt. Schon 1556 wird Biberwier als Ort bezeichnet und 1598 wird erstmals ein Dorfmeister gewählt.
Beginnend mit dem 15. Jahrhundert wurden am Schachtkopf und Wampaten Schrofen Silber, Blei und Zink abgebaut. Da hier auch die Verhüttung der Metalle stattfand, wurden viele Bergleute angezogen. Seinen Höhepunkt erreichte der Bergbau im 18. Jahrhundert. Änderungen am Weltmarkt führten dann zu einem raschen Niedergang, sodass er 1880 offiziell eingestellt wurde. In geringem Maß wurden von 1875 bis 1950 Kohle, Ichthyol und Mangan am Wanning abgebaut.
Im Jahr 1686 baute der Wirt Josef Sterzinger eine dem hl. Josef geweihte Kapelle. Die steigende Bevölkerungszahl führte 1827 bis 1830 zum Bau einer Kirche. Die Schnitzereien stammen von Franz Xaver Renn, die Fresken malte Martin Alois Stadler und die Orgel baute Johann Georg Gröber. Bis 1891 gehörte Biberwier zur Urpfarre Lermoos, erst dann wurde es eine eigenständige Pfarre.

### Bevölkerungsentwicklung
| Biberwier: Einwohnerzahlen von 1869 bis 2024        | Biberwier: Einwohnerzahlen von 1869 bis 2024 | Biberwier: Einwohnerzahlen von 1869 bis 2024 | Biberwier: Einwohnerzahlen von 1869 bis 2024 | Biberwier: Einwohnerzahlen von 1869 bis 2024 |
| --------------------------------------------------- | -------------------------------------------- | -------------------------------------------- | -------------------------------------------- | -------------------------------------------- |
| Jahr                                                |                                              |                                              |                                              | Einwohner                                    |
| 1869                                                | 1869                                         |                                              | 614                                          | 614                                          |
| 1880                                                | 1880                                         |                                              | 554                                          | 554                                          |
| 1890                                                | 1890                                         |                                              | 496                                          | 496                                          |
| 1900                                                | 1900                                         |                                              | 476                                          | 476                                          |
| 1910                                                | 1910                                         |                                              | 448                                          | 448                                          |
| 1923                                                | 1923                                         |                                              | 372                                          | 372                                          |
| 1934                                                | 1934                                         |                                              | 427                                          | 427                                          |
| 1939                                                | 1939                                         |                                              | 418                                          | 418                                          |
| 1951                                                | 1951                                         |                                              | 479                                          | 479                                          |
| 1961                                                | 1961                                         |                                              | 487                                          | 487                                          |
| 1971                                                | 1971                                         |                                              | 567                                          | 567                                          |
| 1981                                                | 1981                                         |                                              | 567                                          | 567                                          |
| 1991                                                | 1991                                         |                                              | 557                                          | 557                                          |
| 2001                                                | 2001                                         |                                              | 589                                          | 589                                          |
| 2011                                                | 2011                                         |                                              | 633                                          | 633                                          |
| 2021                                                | 2021                                         |                                              | 635                                          | 635                                          |
| 2024                                                | 2024                                         |                                              | 671                                          | 671                                          |
| Quelle(n): Statistik Austria, Gebietsstand 1.1.2021 |                                              |                                              |                                              |                                              |

## Kultur und Sehenswürdigkeiten

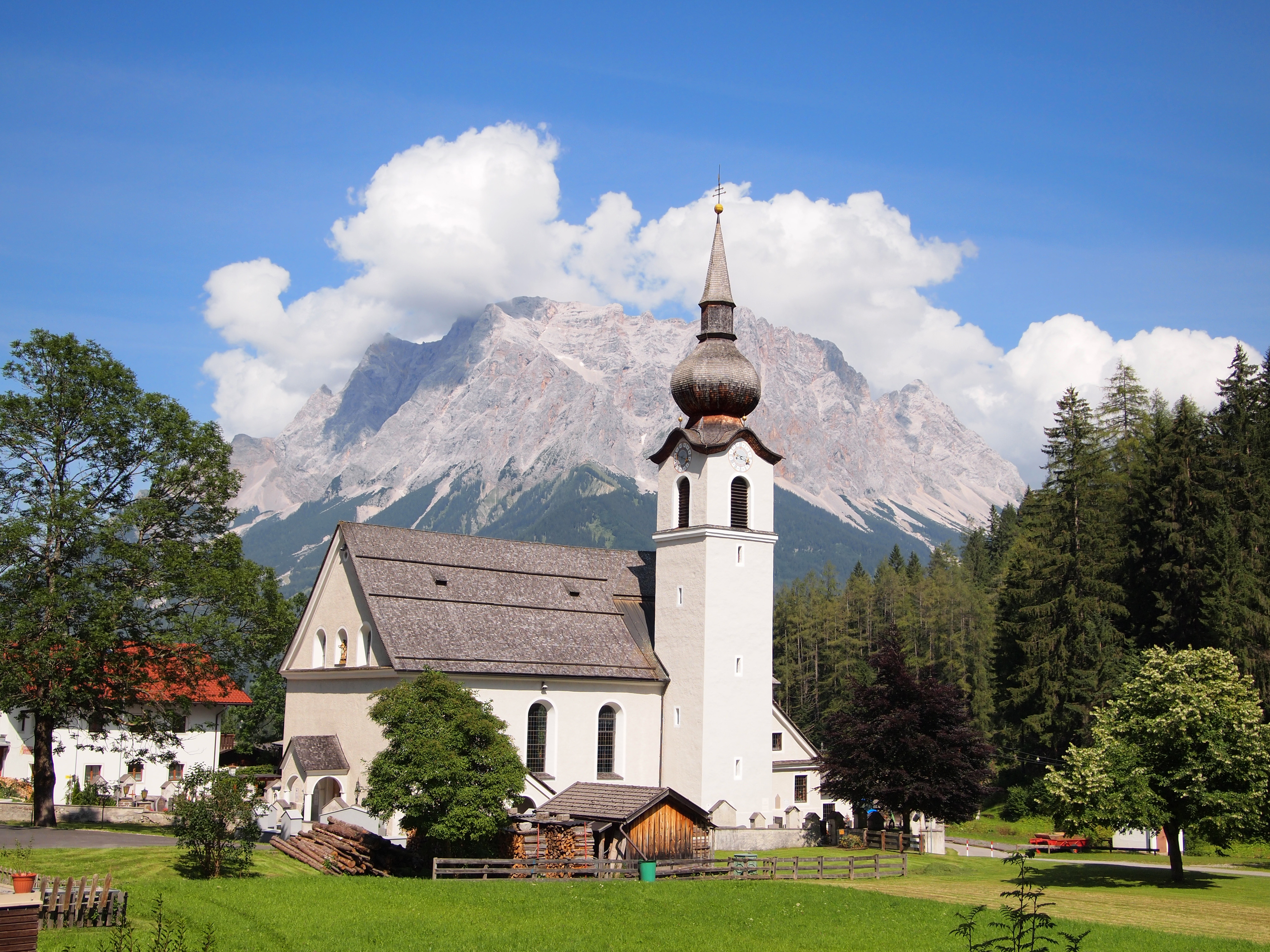
Pfarrkirche Biberwier

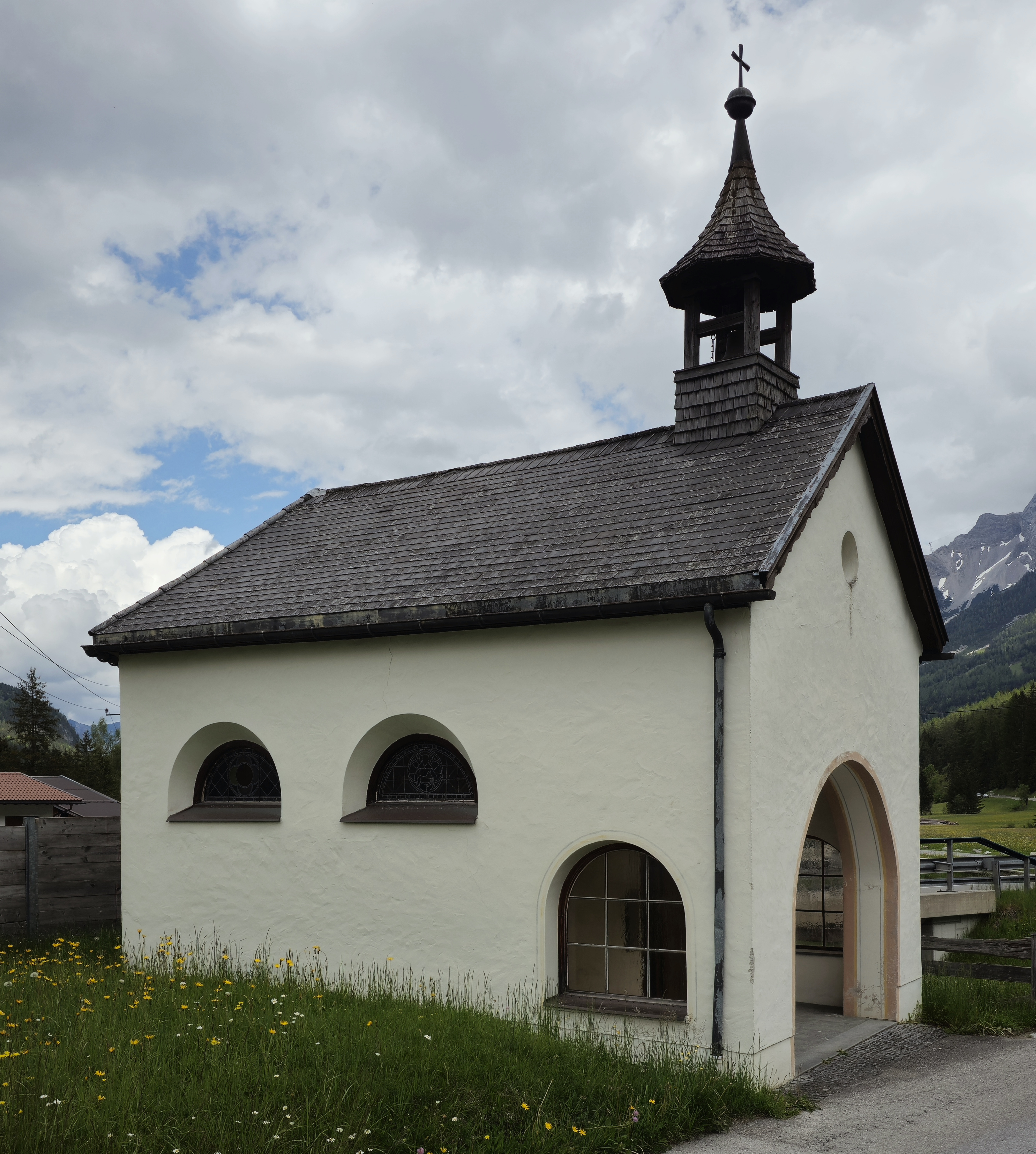
Schmittekapelle Biberwier

- Katholische Pfarrkirche Biberwier hl. Josef
- Schmittekapelle Biberwier Maria-Hilf

## Wirtschaft und Infrastruktur

### Wirtschaftssektoren
Von den etwas über hundert Arbeitsplätzen in Biberwier entfallen fünf auf die Landwirtschaft, ein Viertel auf den Produktionssektor und siebzig Prozent auf Dienstleistungen. Im Produktionssektor ist der größte Arbeitgeber die Energieversorgung, im Dienstleistungssektor sind es Beherbergung und Gastronomie, Verkehr und soziale und öffentliche Dienste (Stand 2011).

### Berufspendler
Im Jahr 2011 lebten 265 Erwerbstätige in Biberwier. Etwa ein Viertel arbeitete in der Gemeinde, fast drei Viertel pendelten aus.

### Fremdenverkehr
Seit Ende 2004 erschließt der Montan-Wanderweg Silberleithen dieses ehemalige Bergbaugebiet für den Tourismus. Biberwier liegt auch am Fernradweg, der als Via Claudia Augusta entlang einer gleichnamigen antiken Römerstraße verläuft. Mit dem Schigebiet Marienbergjoch und den Badeseen Blindsee, Mittersee und Weißensee ist Biberwier eine zweisaisonale Tourismusgemeinde. Die Anzahl der Übernachtungen stieg von 100.000 im Jahr 2010 auf 160.000 im Jahr 2019.

### Verkehr
Mit dem 1984 eröffneten Lermooser Tunnel wurde der Ort vom Durchzugsverkehr entlastet.

## Politik

### Gemeinderat
Für den Gemeinderat werden elf Vertreter gewählt:
| Partei                                                 | 2010  | 2010    | 2016  | 2016    | 2022  | 2022    |
| Partei                                                 | %     | Mandate | %     | Mandate | %     | Mandate |
| ------------------------------------------------------ | ----- | ------- | ----- | ------- | ----- | ------- |
| Wir für unser Biberwier                                | 54,11 |         | 32,94 |         |       |         |
| Zukunftsorientiert, Unabhängig gemeinsam für Biberwier | 19,63 |         | 40,19 |         | 42,30 | 5       |
| Biberwier aktiv                                        | 26,26 |         | 26,87 |         | 57,70 | 6       |

### Bürgermeister
Bürgermeister von Biberwier ist Harald Schönherr.

### Wappen
Blasonierung: Von Gold und Blau im Schlangenschnitt geteilt, links im oberen Feld, der Teilungslinie folgend, ein blaues Rad, dessen Nabe mit den goldenen Bergwerkszeichen Schlägel und Eisen belegt ist, rechts unten ein sitzender, nach links schauender Biber. Die Farben der Gemeindefahne sind Gelb-Blau.
Der Biber im 1983 verliehenen Gemeindewappen symbolisiert den Ortsnamen, Schlägel und Eisen verweisen auf den historischen Bergbau, das Rad auf das bedeutende Transportwesen.

## Persönlichkeiten

### Söhne und Töchter der Gemeinde
- Karl Koch (1887–1971), Komponist, Chorleiter und Musiklehrer
- Stefan Schennach (* 1956), Politiker

### Mit der Gemeinde verbundene Persönlichkeiten
- Gustav Giemsa (1867–1948), Chemiker und Bakteriologe
- Markus Inderst (* 1974), Journalist und Buchautor
- Johann Weinhart (1925–2019), Bildhauer